# Višejezičnost
Višejezičnost (lat. multilinguismus) označava sposobnost osobe da govori više od jednog jezika tj. još najmanje jedan strani jezik uz svoj materinski ili uporabu više jezika u određenoj jezičnoj pokrajini, društvu, državi ili tvrtci. Često je odraz složenih povijesnih, društvenih ili obiteljskih odnosa.
Osoba koja govori dva jezika jest dvojezična, a ona koja govori nekoliko jezika zove se poliglotom.

## Značaj jezične raznolikosti
Višejezičnost slovi kao jedno od mogućih rješenja za problem izumiranja jezika. U tijeku je nestanak velikog broja jezika, a to smanjuje kulturnu raznolikost svijeta. Procjenjuje se da 90 % svjetskih jezika prijeti izumiranje u idućih 50 godina.

### Mogućnosti višejezičnosti
Osobe koje imaju potencijal biti višejezične jesu:
- osobe sa zanimanjem za učenje stranog jezika
- ljudi koji trebaju drugi jezik iz praktičnih razloga, kao što su posao, dobivanje informacija ili zabava
- doseljenici i njihovi potomci, izvorni jezik može biti izgubljen nakon jednog ili dvaju naraštaja
- osobe koje žive u pograničnim područjima između dviju zemalja s različitim jezicima
- osobe koje žive u višejezičnim zajednicama.

## Stavovi prema višejezičnosti
U Africi je višejezičnost izazov obrazovanju jer postoji velik broj manjinskih jezika. U brojnim bivšim kolonijama u osnovnom obrazovanju koriste se francuskim, engleskim ili portugalskim jezikom. Tako se stvara nejednakost jer samo bogati roditelji imaju priliku podržavati dječje učenje stranih jezika i da tako uglavnom samo oni mogu držati korak s nastavom. Brojna djeca prisiljena su obustaviti školovanje jer ne mogu naučiti strani jezik.

## Jezični imperijalizam u hrvatskoj povijesti
Tijekom hrvatske povijesti u raznim dijelovima Hrvatske porovođena je nasilna talijanizacija, mađarizacija, germanizacija i jugoslavizacija hrvatskoga jezika.

## Vanjske poveznice
|  | Zajednički poslužitelj ima još gradiva o temi Multilingualism |

- Višejezičnost u EU  Arhivirana inačica izvorne stranice od 29. studenoga 2011. (Wayback Machine)
- Višejezičnost postaje imperativ za ostvarenje uspješnog turističkog nastupa